# 美丽老牛筋
美丽老牛筋（学名：Arenaria formosa）为石竹科无心菜属的植物。分布于蒙古、哈萨克斯坦、俄罗斯以及中国大陆的甘肃、宁夏、新疆、内蒙古等地，生长于海拔2,000米至2,200米的地区，多生长在山坡草地，目前尚未由人工引种栽培。

## 别名
美丽蚤缀（拉汉种子植物名称）